# Hanna Dmyterko
Hanna Dmyterko, ou Anna Dmiterko, devenue Hanna Ratych, née en 1893 et morte en 1981, est une soldate ukrainienne de la Première Guerre mondiale. Elle est sergent au sein des tirailleurs ukrainiens du Sich (en). Ses exploits sont rapportés dans la presse et elle est décorée.

## Biographie
Hanna Dmyterko naît à Senechiv, dans l'ouest de l'Ukraine, en 1893.
En 1914, dès le début de la Première Guerre mondiale, elle fait partie des 2 000 Ukrainiens formant les tirailleurs du Sich (en). Alors que la majorité du territoire de l'actuelle Ukraine est sous la domination de l'Empire russe, elle voit dans ce combat un moyen de créer un pays ukrainien,. 28 000 Ukrainiens se portent volontaires pour rejoindre cette unité mais les autorités austro-hongroise limitent sa taille afin qu'elle ne devienne pas une armée ukrainienne proprement dite. Les engagés ont des armes plus anciennes que la propre date de naissance de Hanna Dmyterko. L'unité compte 34 femmes, dont, outre Hanna Dmyterko, Iryna Kus, Sofia Halechko, Olena Stepaniv et Olha Basarab. De nombreuses recrues ont étudié à l'université. La direction de l'unité est limitée à 60 officiers.
Hanna Dmyterko quitte sa famille, qui réside dans le village de Pidberizka, obtenant seulement le soutien de son père, sa mère et sa grand-mère désapprouvant son engagement. Fait inhabituel, elle combat avec son unité à proximité, alors que la plupart des 100 000 volontaires galiciens sont affectés à des batailles en Italie.
Son unité combat en septembre 1914 avec la 55e division autrichienne. Un mythe émerge alors selon lequel les femmes de l'unité servaient sous des noms d'emprunt masculins mais il n'y a aucune preuve de cela. Lorsque Hanna Dmyterko reçoit une médaille pour ses services rendus, son nom complet est retranscrit dans les archives militaires. Ses exploits, comme ceux de ses consoœurs soldates, sont rapportés dans des journaux, principalement étrangers.

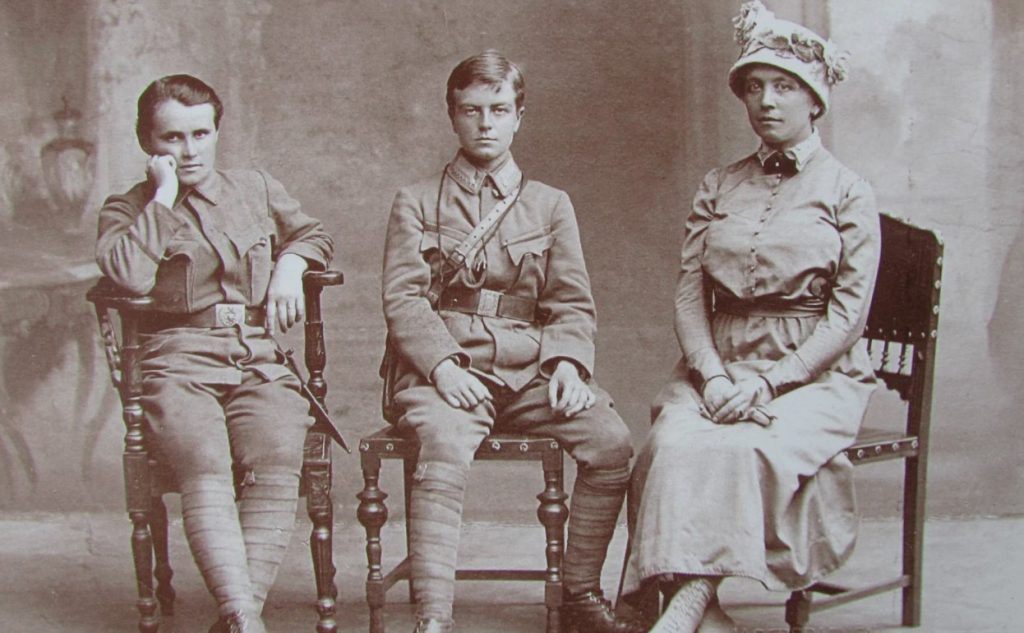
Hanna Dmyterko, Sofia Halechko et Olha Basarab à Vienne en 1917.

Au cours de ses six années d'engagement, elle prépare de la nourriture pour les autres tirailleurs, s'occupe d'eux en tant qu'infirmière, avant d'être affectée au quartier général du commandement, comme commis. Elle devient sergent et elle rencontre le soldat Vasyl Ratych, avec qui elle se marie en 1919 et vit à Rohatyn. Ils ont quatre fils. Ils finissent par émigrer en Amérique du Nord.

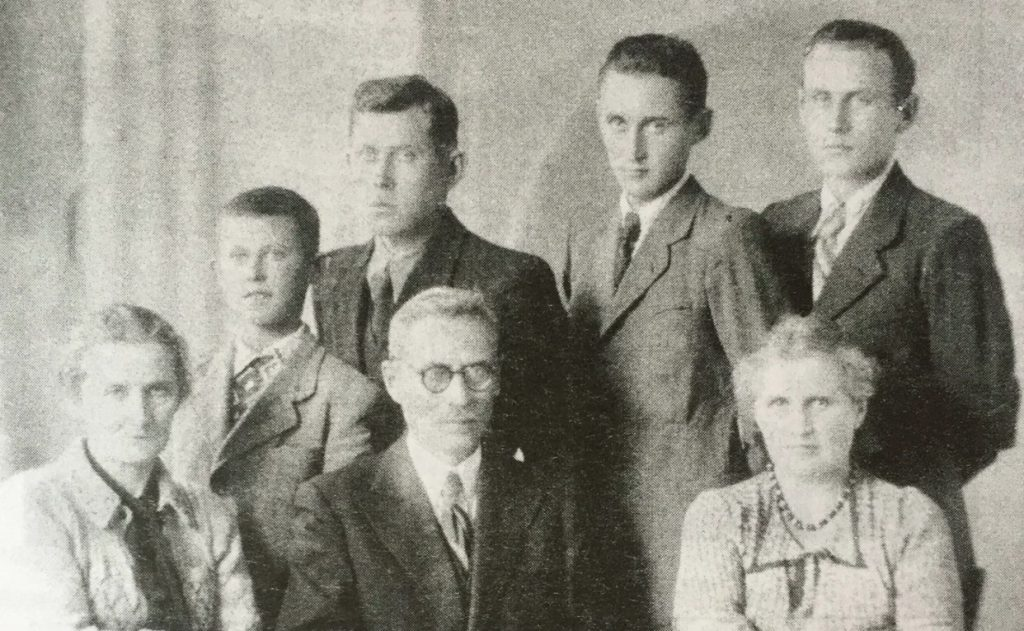
De gauche à droite : Olena Stepaniv, Vasyl Ratych, Hanna Dmyterko et, debout, les fils du couple Ratych.

De son vivant, Hanna Dmyterko est considérée comme une héroïne ukrainienne, aux côtés de Sofia Halechko, Olena Stepaniv et Olga Pidvysotska. Un de ses fils, Volodar Ratych, meurt pendant la Seconde Guerre mondiale, mais Rostislav, Lubomyr et Bohdan y survivent.
En 1978, elle est invitée à une conférence d'anciens combattants ukrainiens organisée à Soyuzivka (en), près de New York. Elle réside alors à Edison (New Jersey), avec son fils Rostislav. Elle meurt à Montréal en 1981. Avec ceux d'Olena Stepaniv, les mémoires de Hanna Dmyterko éclairent le rôle des femmes ukrainiennes pendant la Première Guerre mondiale.